# Puchar Federacji Bośni i Hercegowiny w piłce siatkowej mężczyzn (2024)
Puchar Federacji Bośni i Hercegowiny w piłce siatkowej mężczyzn 2024 – rozgrywki o siatkarski Puchar Federacji Bośni i Hercegowiny zorganizowane przez Związek Piłki Siatkowej Federacji Bośni i Hercegowiny (bośn. Odbojkaški savez Federacije Bosne i Hercegovine, OSFBiH). Rozpoczęły się 2 października.
Turniej obejmował ćwierćfinały, półfinały i finał. We wszystkich rundach rywalizacja toczyła się w systemie pucharowym, a o awansie decydowało jedno spotkanie.
Finał odbył się 23 listopada roku w hali sportowej szkoły średniej im. Pere Zečevicia (bośn. Srednja škola Pere Zečevića) w Odžaku. Puchar Federacji Bośni i Hercegowiny zdobył OK Napredak Odžak, który w finale pokonał HOK Magic Ice Domaljevac. Obaj finaliści zapewnili sobie udział w Pucharze Bośni i Hercegowiny. Najlepszym zawodnikiem (MVP) finału został wybrany został Milan Mitrinović.

## System rozgrywek
Puchar Federacji Bośni i Hercegowiny 2024 składał się z ćwierćfinałów, półfinałów i finału. We wszystkich rundach obowiązywał system pucharowy, a o awansie decydowało jedno spotkanie. 2 września 2024 roku odbyło się losowanie, które wyłoniło drabinkę turniejową. Wszystkie drużyny trafiły do jednego koszyka. Zespół wylosowany jako pierwszy pełnił rolę gospodarza. Finał został rozegrany w miejscu wyłonionym w drodze konkursu. Finaliści uzyskali prawo gry w Pucharze Bośni i Hercegowiny.

## Drużyny uczestniczące
W Pucharze Federacji Bośni i Hercegowiny 2024 mogły uczestniczyć wszystkie drużyny zrzeszone w OSFBiH. Do rozgrywek zgłosiło się 5 drużyn grających w Premijer lidze Bośni i Hercegowiny.
| Premijer liga BiH (5 drużyn) | Premijer liga BiH (5 drużyn) |
| ---------------------------- | ---------------------------- |
| OK Kakanj 78                 | ćwierćfinał                  |
| HOK Magic Ice Domaljevac     | finał                        |
| OK Bosna Kalesija            | półfinał                     |
| OK Bosna Sarajewo            | półfinał                     |
| OK Napredak Odžak            | zwycięstwo                   |

## Drabinka
|  |                |                |              |                      |                      |                      |                      |           |                |                |       |       |       |
|  | Ćwierćfinały   | Ćwierćfinały   | Ćwierćfinały |                      |                      | Półfinały            | Półfinały            | Półfinały |                |                | Finał | Finał | Finał |
|  | Ćwierćfinały   | Ćwierćfinały   | Ćwierćfinały |                      |                      | Półfinały            | Półfinały            | Półfinały |                |                | Finał | Finał | Finał |
|  |                |                |              |                      |                      |                      |                      |           |                |                |       |       |       |
|  |                |                |              |                      |                      |                      |                      |           |                |                |       |       |       |
|  |                |                |              | Bosna Kalesija       | Bosna Kalesija       | 0                    |                      |           |                |                |       |       |       |
|  |                |                |              | Bosna Kalesija       | Bosna Kalesija       | 0                    |                      |           |                |                |       |       |       |
|  | Kakanj 78      | Kakanj 78      | 2            |                      |                      | Napredak Odžak       | Napredak Odžak       | 3         |                |                |       |       |       |
|  | Kakanj 78      | Kakanj 78      | 2            |                      |                      | Napredak Odžak       | Napredak Odžak       | 3         |                |                |       |       |       |
|  | Napredak Odžak | Napredak Odžak | 3            |                      |                      |                      |                      |           | Napredak Odžak | Napredak Odžak | 3     |       |       |
|  | Napredak Odžak | Napredak Odžak | 3            |                      |                      |                      |                      |           | Napredak Odžak | Napredak Odžak | 3     |       |       |
|  |                |                |              |                      |                      | Magic Ice Domaljevac | Magic Ice Domaljevac | 0         |                |                |       |       |       |
|  |                |                |              |                      |                      | Magic Ice Domaljevac | Magic Ice Domaljevac | 0         |                |                |       |       |       |
|  |                |                |              | Bosna Sarajewo       | Bosna Sarajewo       | 0                    |                      |           |                |                |       |       |       |
|  |                |                |              | Bosna Sarajewo       | Bosna Sarajewo       | 0                    |                      |           |                |                |       |       |       |
|  |                |                |              | Magic Ice Domaljevac | Magic Ice Domaljevac | 3                    |                      |           |                |                |       |       |       |
|  |                |                |              | Magic Ice Domaljevac | Magic Ice Domaljevac | 3                    |                      |           |                |                |       |       |       |

Źródło: 

## Rozgrywki
Godziny do 27 października 2024 roku podane są według strefy czasowej UTC+2, a od 27 października 2024 roku według strefy czasowej UTC+1.

### Ćwierćfinały
| 2 października 2024 19:00 Źródło: | Kakanj 78 | 2:3 (27:25, 23:25, 22:25, 25:22, 17:19) | Napredak Odžak | Dvorana KSC Kakanj, Kakanj Sędzia: Edin Begović i Adnan Dervišević |

### Półfinały
| 23 października 2024 19:00 Źródło: | Bosna Kalesija | 0:3 (18:25, 18:25, 20:25) | Napredak Odžak | MSŠ Kalesija, Kalesija Sędzia: Muris Osmić i Dinka Biogradlija |

| 23 października 2024 19:00 Źródło: | Bosna Sarajewo | 0:3 (20:25, 19:25, 16:25) | Magic Ice Domaljevac | Centar Skenderija (Dvorana D1), Sarajewo Sędzia: Jasmin Jusejnović i Mirsad Čubro |

### Finał
| 23 listopada 2024 19:00 Źródło: | Napredak Odžak | 3:0 (25:11, 25:18, 25:17) | Magic Ice Domaljevac | Srednja škola Pere Zečevića, Odžak Sędzia: Jasmin Husejnović i Armin Mujkić |

## Nagrody indywidualne
Nagrody indywidualne zostały przyznane najlepszym zawodnikom meczu finałowego.
| Pozycja                  | Zawodnik         | Klub                 |
| ------------------------ | ---------------- | -------------------- |
| Najlepszy zawodnik (MVP) | Milan Mitrinović | Napredak Odžak       |
| Najlepszy rozgrywający   | Nemanja Vidović  | Napredak Odžak       |
| Najlepszy atakujący      | Amel Dautefendić | Napredak Odžak       |
| Najlepszy przyjmujący    | Jovo Bijelović   | Napredak Odžak       |
| Najlepszy środkowy       | Almir Čolo       | Napredak Odžak       |
| Najlepszy libero         | Mlađan Lukić     | Magic Ice Domaljevac |